# 15ª Mostra internazionale d'arte cinematografica di Venezia
La 15ª edizione della Mostra internazionale d'arte cinematografica di Venezia si è svolta a Venezia, Italia, dal 22 agosto al 7 settembre del 1954: la direzione della Mostra passa da Antonio Petrucci a Ottavio Croze.
I paesi più rappresentati furono l'Italia e gli Stati Uniti, con cinque titoli a testa. La selezione sembrò privilegiare le cinematografie sudamericane, con ben quattro titoli, nessuno dei quali ebbe però particolare successo. I tre film giapponesi, tutti divenuti poi dei classici, confermarono invece l'alto livello artistico del cinema nipponico.
Il premio al miglior film prende la definitiva denominazione di Leone d'oro. Non viene assegnata la Coppa Volpi alla miglior attrice; in compenso Jean Gabin, star della manifestazione, la fa da padrone nella sezione maschile vincendo per l'interpretazione in due film.
Il Leone d'oro andò, con una scelta molto contestata, a Giulietta e Romeo di Renato Castellani, oggi generalmente considerato un'opera minore e accademica; fu il primo film a colori ad ottenere il riconoscimento. Il Leone d'argento è assegnato a una serie di opere fondamentali nelle carriere di Federico Fellini, Akira Kurosawa, Elia Kazan, mentre viene ignorato Senso di Luchino Visconti.

## Film
- Un albergo di Osaka di Heinosuke Gosho (Giappone)
- Altezza reale di Harald Braun (Germania Ovest)
- L'ammutinamento del Caine di Edward Dmytryk (Stati Uniti)
- Antonio e Virgoletta di Thomas Engel (Austria, Germania Ovest)
- Aria di Parigi di Marcel Carné (Francia, Italia)
- Il bacio di Giuda di Rafael Gil (Spagna)
- Il bastardo di Lucas Demare (Argentina)
- Come nei sogni di Carl Gyllenberg (Svezia)
- Esplosione di V. Shantaram (India)
- La finestra sul cortile di Alfred Hitchcock (Stati Uniti)
- Fronte del porto di Elia Kazan (Stati Uniti)
- Giulietta e Romeo di Renato Castellani (Italia, Regno Unito)
- Grisbi di Jacques Becker (Francia, Italia)
- L'intendente Sanshô di Kenji Mizoguchi (Giappone)
- L’oro dei faraoni di Marc de Gastyne (Francia, Egitto)
- Poema dell’uomo di Borislav Sharaliev (Bulgaria)
- La ribellione degli impiccati di Alfredo B. Crevenna ed Emilio Fernández (Messico)
- Le rive della morte di Luis Buñuel (Messico)
- La romana di Luigi Zampa  (Italia)
- Senso di Luchino Visconti (Italia)
- Sesto continente di Folco Quilici (Italia)
- La sete del potere di Robert Wise (Stati Uniti)
- I sette samurai di Akira Kurosawa (Giappone)
- La strada di Federico Fellini (Italia)
- Uno strano detective, Padre Brown di Robert Hamer (Gran Bretagna)
- Tre soldi nella fontana  di Jean Negulesco (Stati Uniti)[1]
- Il vampiro di Santiago di Hugo del Carril (Argentina)

## Giuria e premi
La giuria era così composta:

La strada di Federico Fellini, Leone d'Argento ex aequo 1954

- Ignazio Silone (presidente, Italia), Bengt Idestam Almquist (Svezia), Louis Chauvet (Francia), Carlos Fernandez Cuenca (Spagna), Roger Manvell (Gran Bretagna), Mario Gromo, Pasquale Ojetti, Piero Regnoli, Filippo Sacchi.

I principali premi distribuiti furono:
- Leone d'oro al miglior film: Giulietta e Romeo di Renato Castellani
- Leone d'argento: La strada di Federico Fellini; I sette samurai di Akira Kurosawa; Fronte del porto di Elia Kazan; L'intendente Sansho di Kenji Mizoguchi
- Coppa Volpi al miglior attore: Jean Gabin per Aria di Parigi e Grisbì
- Coppa Volpi alla miglior attrice: non assegnata
- Premio speciale della giuria: al cast de La sete del potere